# Phoma aurea
Phoma aurea är en lavart som beskrevs av Gruyter, Noordel. & Boerema 1993. Phoma aurea ingår i släktet Phoma, ordningen Pleosporales, klassen Dothideomycetes, divisionen sporsäcksvampar och riket svampar.   Inga underarter finns listade i Catalogue of Life.